# Obscuritas
Obscuritas (lateinisch für „Dunkelheit“) ist ein Computerspiel der Gattung Survival-Horror, Adventure und Puzzle, das von VIS-Games entwickelt und 2016 durch Ravenscourt veröffentlicht wurde. Im Mittelpunkt des Spiels steht das Lösen von Rätseln und Finden von Schlüsseln, wobei im Spielverlauf auch Fallen und Gegner umgangen werden müssen.
Obscuritas wurde von VIS-Games und Ravenscourt vor allem wegen seines individuell auf den Spieler zugeschnittenen Angst-Erkennungsmechanismus angepriesen, der das Spielerlebnis zu einem persönlichen Albtraum werden lasse. Viele Rezensionen legen jedoch nahe, dass sich dieser Mechanismus in der Praxis kaum bemerkbar macht.

## Handlung
In Obscuritas schlüpft der Spieler in die Rolle von Sarah, die zu Spielbeginn einen Brief von ihrem Großonkel Arthur erhält. In seinem Schreiben teilt Arthur ihr mit, dass er bereits tot sei, wenn Sarah diesen Brief erhalten sollte, da er an Krebs verstorben sei. Da beide jedoch jahrelang keinen Kontakt zueinander gehabt hätten, was Arthur im Nachhinein schwer bereue, wolle er ihr zur Wiedergutmachung seinen gesamten Besitz einschließlich seines alten Landhauses vermachen. Den Schlüssel für dieses habe er dem Brief beigelegt.
Sarah entschließt sich, das Erbe ihres Großonkels anzunehmen und sucht Arthurs Anwesen auf. Dort angekommen, beginnt sie sofort mit der Erkundung des Landhauses. Dabei stößt sie auf weitere Briefe ihres Großonkels, in denen Arthur Sarah mitteilt, dass er ihr mehrere Rätsel im Haus hinterlassen habe und Sarah sich zunächst als würdig erweisen müsse, um ihr Erbe anzutreten. Des Weiteren berichtet er von mehreren Reisen, die er unternommen habe, um ein nicht genauer beschriebenes „Projekt“ abschließen zu können.
Im Keller des Anwesens entdeckt Sarah schließlich einen Generator, der in der Lage ist, ein Portal in eine obskure (d. h. düstere) Parallelwelt zu erschaffen. Dieses ist derart stark, dass Sarah gegen ihren Willen in die obskure Welt katapultiert wird. Dort angekommen, macht sie sich unverzüglich auf die Suche nach dem beide Welten verbindenden Portal, um in die ihr vertraute Welt zurückkehren zu können. Auf ihrem Weg durchquert Sarah mehrere düstere Orte: einen Friedhof im Wald, ein unterirdisches Sanatorium, eine enge Felshöhle, ein ausgedehntes Labyrinth sowie einen verlassenen Freizeitpark. Dabei wird sie von einem Hundegeist verfolgt. Dennoch gelingt es Sarah, das Portal in einem alten Gewächshaus zu finden und wieder zu aktivieren, sodass sie sich bald im Anwesen ihres Großonkels wiederfindet.
Bei ihrer Wiederankunft im Landhaus muss Sarah jedoch mit Erschrecken feststellen, dass beide Welten zunehmend ineinander überzugehen scheinen. Das Landhaus hat nun ein düsteres Erscheinungsbild angenommen, in einigen Momenten scheint sie plötzlich zwischen den Welten zu verrutschen und Räume sowie ihre Verbindungen untereinander verändern sich schlagartig. Daher begibt sich Sarah zurück in den Keller des Anwesens, wo nun der Hundegeist auf der Suche nach ihr umherstreift. Trotzdem gelingt es Sarah, die Stromversorgung des Weltenportals zu unterbrechen und so die obskure Parallelwelt aus ihrer Realität zu verbannen.
Die vorletzte Szene des Spiels zeigt die schlafende Sarah, welche sich in ihrem Bett hin- und herwendet. Ihr folgt eine kurze Sequenz, welche die Haustür des Landhauses zeigt, unter der ein Brief hindurchgeschoben wird. Möglicherweise soll dem Spieler auf diese Weise verdeutlicht werden, dass alle Ereignisse nicht in Sarahs Realität stattgefunden haben, sondern lediglich Teil eines bösen Albtraums waren.

## Spielprinzip und Technik
Bei Obscuritas handelt es sich um ein 3D-Adventure-, Survival-Horror- und Puzzle-Computerspiel. Im Mittelpunkt steht das Lösen von Rätseln und Finden von Schlüsseln, wobei Fallen und Gegner dem Spieler das Weiterkommen erschweren. Die eingesetzten Horrorelemente umfassen vor allem Jump-Scares, kriechendes Getier (wie Ratten, Fliegen und Spinnen) und dunkle Wandschatten, aber auch umherwandernde Puppen und platzende blutgefüllte Luftballons.
Der Spieler erlebt das Spielgeschehen aus der Egoperspektive und kann sich frei im dreidimensionalen Raum bewegen. Im Inventar können eine Taschenlampe, fünf Batterien, zehn Streichhölzer, beliebig viele Schlüssel sowie ein Rätsel-Gegenstand mitgeführt werden.

## Entwicklung
Obscuritas wurde vom deutschen Spielestudio VIS-Games unter der Leitung von Andre Bürger entwickelt, das seinen Sitz in Frechen nahe Köln hat. Bei der Entwicklung diente das 2014 veröffentlichte Spiel Pineview Drive als Vorbild.
Obscuritas wurde am 17. März 2016 von Ravenscourt veröffentlicht.

## Rezeption
Die Rezensionen von Obscuritas sind überwiegend ausgeglichen. Aus 7 Wertungen aggregierte Metacritic eine Punktzahl von 63 aus 100.
Protoma von Kingdom-Of-Games.com hob vor allem Musik und Sound positiv hervor, während Grafik, Story und Gameplay bestenfalls in Ordnung ausfallen würden. Die Musik sei „atmosphärisch“, die Grafik allerdings „nicht besonders realistisch“ sowie „in die Jahre gekommen“, die Story „nichts Besonderes und auch nicht wirklich realistisch“ und das Gameplay ließe an Interaktionsmöglichkeiten vermissen.
Auch Matthias Höhn von splashgames.de fällte ein zwiespältiges Urteil: Die Level von Obscuritas seien zwar „grafisch ansprechend, spannend und abwechslungsreich“ gestaltet, jedoch nehme der anfänglich hohe Gruselfaktor schon nach relativ kurzer Zeit ab.